# Pintor de Tarquina 707

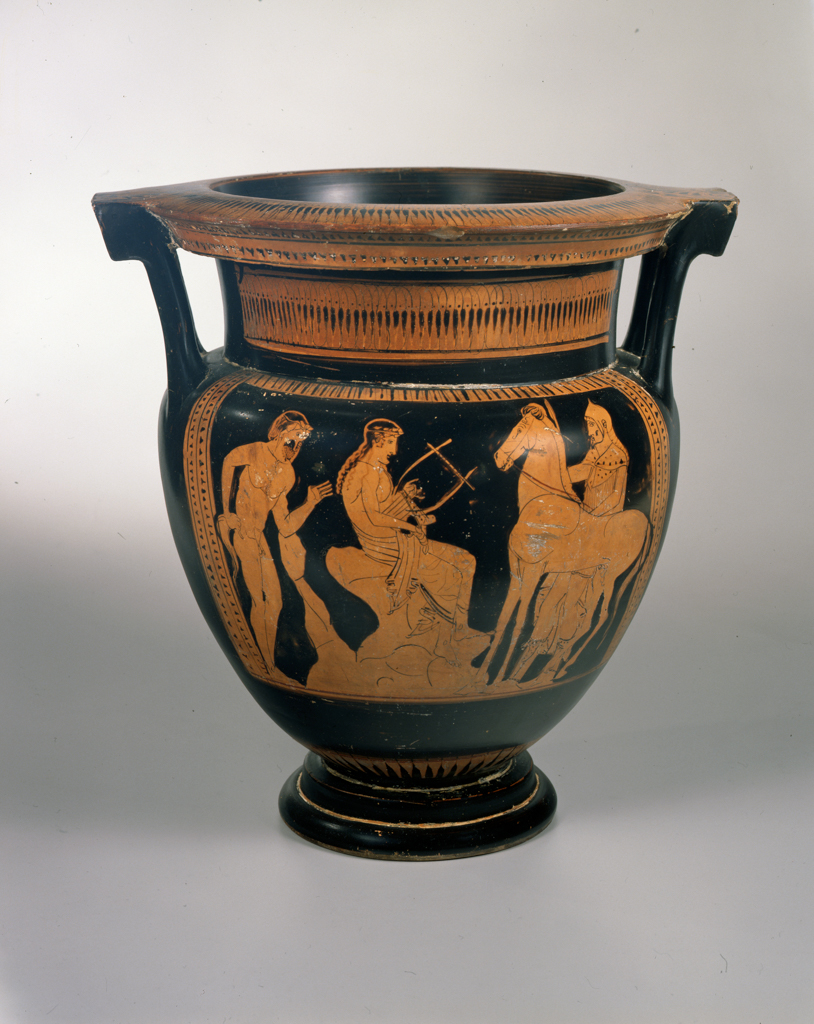
Crátera de columnas ática de figuras rojas, Orfeo entre los tracios, Museo de Arte de Portland 36.137, Portland (Oregón).

Pintor de Tarquinia 707 es el nombre convenido de un pintor griego de vasos de figuras rojas activo entre 460 y 430 a. C.
El Pintor de Tarquinia 707, sucesor del Pintor de Nausícaa, es considerado uno de los últimos manieristas. Su nombre deriva de la ciudad italiana de Tarquinia, cuyo museo (Museo Arqueológico Nacional de Tarquinia 707) posee un pélice de figuras rojas, que representa a dos jóvenes atletas boxeando junto al altar del lado A (los boxeadores tienen cabezas relativamente pequeñas, lo cual es típico del manierismo). y un hombre joven y una mujer vestidos con un himatión en el lado B (la pintura está parcialmente dañada).
Como la mayoría de los manieristas, prefería decorar vasos de gran tamaño. Basándose en su estilo pictórico, se le atribuyen cuatro cráteras de columnas, cuatro hidrias y dos pélices. John Beazley, quien aparentemente dudaba de algunas de ellas, solo le atribuyó cuatro. Los expertos en arte lo consideran un pintor de vasos promedio.
Entre sus obras más conocidas se encuentran los pélices de Bruselas (Museos Reales de Arte e Historia, R 235),  que en un lado representa a una mujer en un carro acompañada de otra mujer que lleva antorchas; en el otro lado, se representa a un joven en un carro acompañado de una mujer que sostiene instrumentos para una ofrenda votiva de sacrificio. Excepcionalmente, los personajes principales también están representados en los lados del vaso: en la primera escena, Dioniso sentado en una silla sostiene un cántaros en una mano y una rama de vid y un tirso en la otra (cuya parte superior está pintada en el asa de la propia vasija); en la otra, Heracles sentado en una roca sostiene una maza y un cántaros, mientras que su carcaj y su arco se muestran colgando sobre él (y de nuevo en el asa). La figura central en esta representación (representada de forma poco práctica) es claramente Heracles, ya que los carros a ambos lados se dirigen hacia él, mientras que se alejan de Dioniso.